# ギュンター・ダルケン
ギュンター・ダルケン（Gunter d'Alquen、1910年10月24日 - 1998年5月15日）は、ドイツ出身のノンフィクション作家。ナチス親衛隊の機関紙「ダス・シュヴァルシェ・コーア」の編集長で、プロパガンダ部門の「カート・エッガー隊」の指揮官だった。

## 生涯

### ナチ党入党前
ダルケンはフリーメイソンと関わりがあったカソリック教徒の母親と、予備将校のカール・ダルケンの間にエッセンで1910年の10月24日に生まれた。彼はエッセンの文法学校に通い、1925年にヒトラーユーゲントに入隊した。そして、二年後の1927年に、ダルケンは突撃隊の正式な隊員となり16歳の年で労働者党の一部となった。
その後、ダルケンはそれまで専門していた歴史と心理学を捨て、かわりにジャーナリズムを専攻し始めた。彼は1931年に親衛隊に入り、1932年から労働者党機関紙のフェルキッシャー・ベオバハターの編集部門で働き始めた。ここの働きぶりがハインリヒ・ヒムラ―の耳に入り、ダルケンは1935年の3月からダス・シュヴァルシェで編集長として働くことになった。

### 編集長として
ダルケンの新聞は、知識人、学徒たち、フリーメイソン、科学者たち、そして特にユダヤ人たちなど、ヒムラ―が嫌悪していた団体や人々を激しく批判し、攻撃した。反ユダヤ主義を隠すつもりのないその姿勢は、ダス・シュヴァルシェをナチ党を代表する機関紙として固定した。
1939年の7月から、ダルケンの親衛隊の中での地位が急上昇することになる。彼は親衛隊のプロパガンダ部門の「カート・エッガーズ隊」の指揮官を担わされ、さらに責任感と影響力が増した。カート・エッガーズ隊は、1943年に戦死したダルケンの親友カート・エッガーズから名前を取っている。

### 捕虜として
1945年の5月に、ダルケンはイギリス陸軍に捕虜にとられた。彼はノーサンバーランドのフェザーストーン城近くの捕虜収容所18番で3年間収容されていた。彼は1948年に自由の身となった。

### 後の人生
大戦後、ダルケンは絶滅収容所に関する知識を一切否定したことで、刑務所に10年間服役することになった。
1955年の6月に、ダルケンはベルリンの非ナチ化裁判によって、60,000ドイツマルクと、三年間分の年金を受け取る権利を失った。主な理由としては、彼の戦時中のプロパガンダに対する貢献とユダヤ人や教会に対する差別などが挙げられた。1958年に行われた更なる調査では、ダルケンのプロパガンダによる経済的な影響が明らかとなり、ダルケンに更なる28,000ドイツマルクの罰金が科された。
ダルケンはメンヒェングラートバッハの製糸事業に1950年後半から関わりはじめ、1998年にその都市で死亡した。